# Youchou, Chongqing
Youchou (kinesiska: 酉酬) är en köping i sydvästra Kina. Den ligger i häradet Youyang i storstadsområdet Chongqing,  omkring 260 kilometer öster om det centrala stadsdistriktet Yuzhong. Antalet invånare är 17 763. Befolkningen består av 8 667 kvinnor och 9 096 män. Barn under 15 år utgör 26,0 %, vuxna 15-64 år 61 %, och äldre över 65 år 11,0 %.